# Библиограф (журнал, 1869)
«Библиограф» — журнал, издававшийся в Российской империи в XIX веке.
Критико-библиографический журнал «Библиограф», издавался «Русской книжной торговлей» в 1869 году.
Периодическое печатное издание «Библиограф» выходило под редакцией русского поэта и переводчика Александра Николаевича Струговщикова в столице Российской империи городе Санкт-Петербурге.
Журнал «Библиограф» начал выходить с октября ежемесячными книжками, но уже на третьем номере выпуск этого печатного издания прекратился.
Содержание журнала заключалось, главным образом, в рецензиях на книги; кроме того, сообщались наиболее важные литературно-книжные новости и был напечатан список книг, вышедших в 1869 году.
В 1884 году, в Санкт-Петербурге начнёт издаваться одноимённый журнал, однако, кроме названия и места прописки эти издания больше ничего не связывает.